# Ultrakühler Zwerg

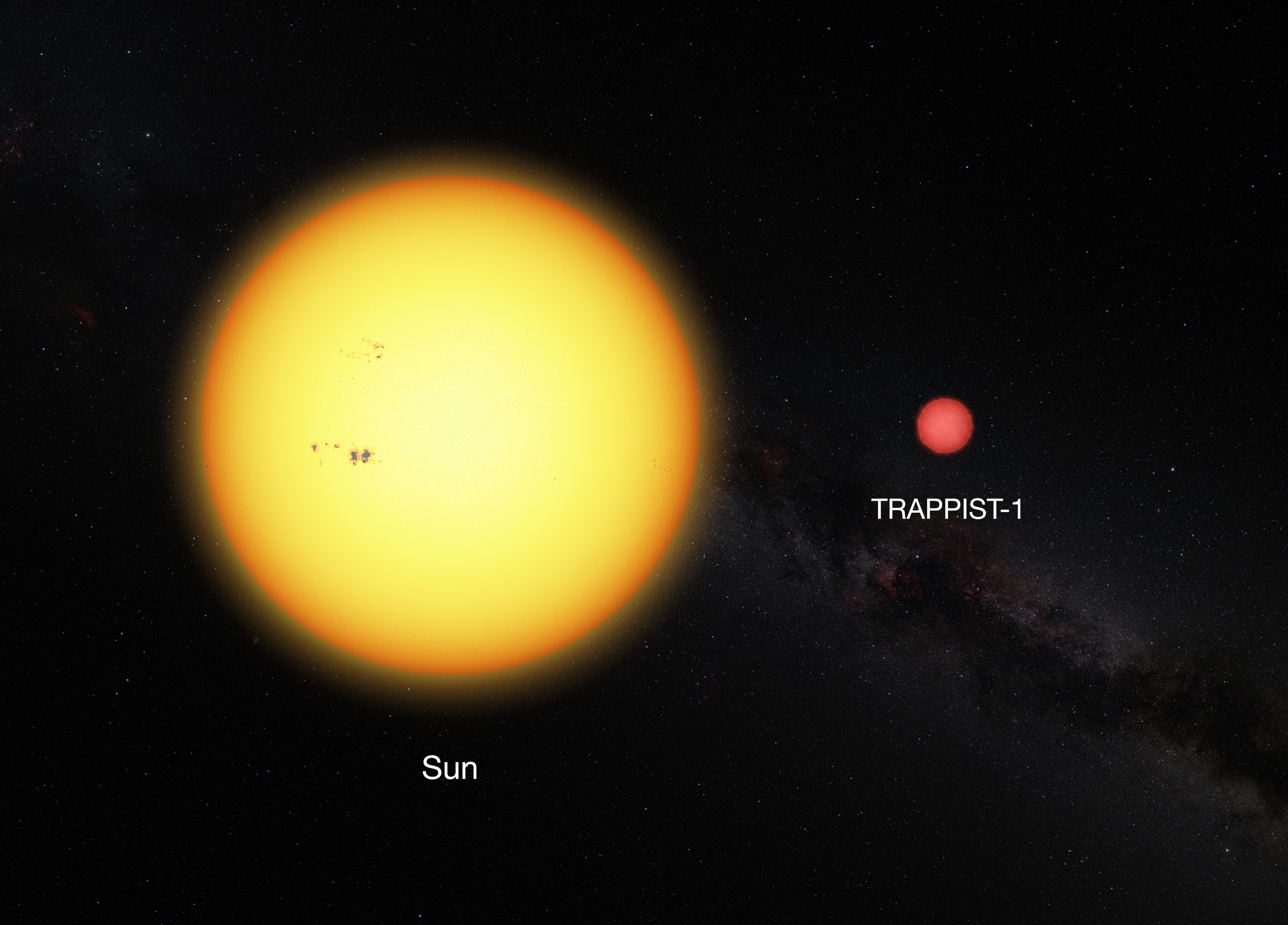
Größenvergleich zwischen der Sonne (links) und dem ultrakühlen Zwerg Trappist-1

Ultrakühler Zwerg, engl. ultracool dwarf (abgekürzt UCD), ist ein loser Sammelbegriff für astronomische Objekte. Es kann sich bei ihnen um Braune Zwerge handeln, aber auch um massearme Sterne (Rote Zwerge) oder um Objekte planetarer Masse.
Gemäß einer heute verbreiteten Konvention werden unter dem Begriff „ultrakühler Zwerg“ Objekte mit einer Spektralklasse von M7 und später subsumiert, bis hinunter zu L- und T-Zwergen. Dies entspricht einer Effektivtemperatur von rund 2700 Kelvin, einer Oberflächengravitation mit log g im Bereich von etwa 5 und Massen von weniger als einer Zehntel Sonnenmasse.
Ultrakühle Zwerge stellen etwa 15 % aller astronomischen Objekte in der stellaren Umgebung der Sonne dar. Eine Untersuchung auf der Basis von Gaia DR2 identifizierte 313 ultrakühle Zwerge im Umkreis von 20 pc von der Sonne. 50 davon, vorwiegend in Richtung zur galaktischen Ebene gelegen, waren bisher noch nicht identifiziert, davon wiederum 19 waren neu entdeckte Objekte.
Gaia EDR3 enthält den Unterkatalog Gaia Catalogue of Nearby Stars (GCNS) von Objekten im Umkreis von 100 pc um die Sonne. Bei der Auswahl der Objekte stießen die Forscher auf 2879 weitere Objekte, die womöglich ultrakühle Zwerge sind. Bei einer Entfernung von 100 pc erreichen die meisten ultrakühlen Zwerge das G-Magnituden-Limit von G=21, sie können also in größerer Entfernung von Gaia nicht mehr erkannt werden.

## Beispiele
- Trappist-1
- SSSPM J0109−5101